# Parc national Chagres
Le parc national de Chagres (en espagnol : Parque nacional Chagres) est un parc naturel et une zone protégée, créé en 1985, situé entre la province de Panama et Colon, dans le secteur Est du canal de Panama, avec une superficie totale de 129 000 hectares. 
Le parc contient des forêts tropicales humides et un ensemble de rivières qui fournissent suffisamment d'eau pour garantir le fonctionnement du lac Gatun, principal lac du canal de Panama : le rio Chagres et la rivière Gatun. 
Le point culminant du parc est le Cerro Jefe, à 1 007 m au-dessus du niveau de la mer.
Elle est considérée comme une zone clé pour la biodiversité d'importance internationale.

## Bassin versant du canal de Panama
Le parc a été créé en 1985, dans le but de préserver la forêt naturelle qui le compose et 
- produire de l'eau en quantité et en qualité suffisantes pour garantir le fonctionnement normal du canal de Panama[6],[7].
- fournir de l'eau potable aux villes de Panama, Colon et La Chorrera[2].
- et la production d'électricité pour les villes de Panama et de Colon[4].